# 潮湿敏感等级
潮湿敏感等级（英語：Moisture sensitivity level，縮寫 MSL），與某些半导体器件的封装和操作规范相关。MSL是针对潮湿敏感设备能够暴露在室内环境的时长标准（第1级为30 °C/85%RH；其余等级为30 °C/60%RH）。

## 概述
随着半导体器件尺寸越来越小。诸如薄密间距和球栅阵列封装器件可能在表面安装技术再流焊工艺期间由于困在其中的湿气扩散而损坏。
内部潮气压力增大可能引发封装材料从裸晶或引脚架分层、焊线损伤和裸晶损伤，以及内部裂痕。大多数时候这种损害无法在元件表面被观察到。个别情形下，裂痕将会扩展到该部件的表面。最严重的情况则是器件膨胀破裂。这被称为「爆米花」效应。
国际电子工业联接协会（IPC）创建并发布了編號 IPC-M-109 的《潮湿敏感元件标准和指导手册》。
潮湿敏感设备需要和干燥剂及湿度指示卡密封在防潮的防静电袋中。
IPC-M-109包括七份文件。根据对塑料集成电路表面贴装器件的潮湿/再流焊敏感度分类，共有八个潮湿敏感等级。元件必须在规定的时间（密封袋外的车间寿命）内安装和再流焊。
- MSL 6 – 使用之前必须烘烤
- MSL 5A – 24小时
- MSL 5 – 48小时
- MSL 4 – 72小时
- MSL 3 – 168小时
- MSL 2A – 4周
- MSL 2 – 1年
- MSL 1 – 无限